# São Matias (Beja)
Pour les articles homonymes, voir São Matias.
São Matias est une paroisse civile portugaise (en portugais : freguesia) de la municipalité de Beja dans le district du même nom en Alentejo.

## Géographie
São Matias est située au nord de Beja, à la limite avec les municipalités de Cuba (nord-ouest) et Vidigueira (nord-est).
Une partie de son territoire se trouve dans la zone de protection spéciale de Cuba.

## Démographie
Lors du recensement de 2021, São Matias compte 513 habitants.